# Geranium digitatum
Geranium digitatum är en näveväxtart som beskrevs av Reinhard Gustav Paul Knuth. Geranium digitatum ingår i släktet nävor, och familjen näveväxter. Inga underarter finns listade i Catalogue of Life.